# Flamingo/TEENAGE RIOT
Flamingo/TEENAGE RIOT是米津玄師的第九张單曲，也是张雙A面曲。

## 歌曲列表
歌曲由米津玄師創作，單曲封面亦由米津玄師繪製。
- Flamingo
- TEENAGE RIOT
- ごめんね

## 商業成績
該單曲位列ORICON周間第一名，Flamingo為Billboard Japan 2019年度年間12位。在騰訊音樂的2019年度榜單中，米津玄師的Flamingo和海的幽靈位列日語熱歌前2名。

## MV
Flamingo的MV拍攝在銀座的地下停車場，在澀谷忠犬八公廣場前初解禁，舞蹈與辻本知彦合作。米津玄師在采訪中表示MV與醉酒有關。